# Acélbarlangok
Az Acélbarlangok (angolul: The Caves of Steel) Isaac Asimov tudományos-fantasztikus krimije, amely először a Galaxy Science Fiction magazinban jelent meg folytatásokban 1953 októbere és decembere között, majd a rákövetkező évben adták ki könyv formájában. Magyarországon először Gyilkosság az űrvárosban címmel jelent meg 1967-ben Vámosi Pál fordításában.

## Történet
|  | Alább a cselekmény részletei következnek! |

### Környezet, előzmény
Az emberiség eddigre két, alapvetően eltérő kultúrájú csoportra szakadt:
- A földlakók fallal és tetővel körülzárt, a külvilágtól teljesen elszigetelt, zsúfolt nagyvárosokba, az úgynevezett citykbe költöztek, ahol még az élelmiszert is szintetikusan, különböző élesztőkből állítják elő. Az emberek többsége elképzelhetetlennek tartja már a gondolatát is annak, hogy valaha a szabad ég alá lépjen. A robotok alkalmazását ellenzik, félnek, hogy elvesztik miattuk a munkahelyeiket, emiatt technikailag egyre inkább lemaradnak az űrlakóktól, egyre kevésbé képesek megbirkózni városaik túlnépesedésével. A lakosság körében megerősödnek a konzervatív csoportok, amelyek szélsőségesen robotellenesek és cityellenesek, és a természetbe való visszatérést hirdetik.
- A robotokat partnereiknek elismerő űrlakók ritkán lakott bolygóikon a robotoknak köszönhetően a földlakók számára elképzelhetetlen luxusban élnek. Ez az úgynevezett C/Fe kultúra: a szerves és szervetlen intelligencia egysége. Azonban mindinkább elszigetelődnek egymástól. Világaik népessége fogy, kultúrájuk a stagnálás felé tart, a földlakók bevándorlását az új világokra mégis ellenzik, mert félnek a földlakók körében még létező betegségektől, amelyek az űrlakók világaiban már ismeretlenek.

A földlakók irigylik, utálják és ezért megvetik az űrlakókat, az űrlakók lenézik a földlakókat. Amikor az űrlakók egy kisebbsége arra a meggyőződésre jut, hogy a hanyatlás csak a két kultúra összefogásával kerülhető el, és ezért nagykövetséget (az Űrvárost) hoznak létre a Földön, a citykben űrlakóellenes zavargások robbannak ki.
A két közösség amúgy is nagy zökkenőkkel kezdődő kapcsolatának alapját rázza meg, amikor egy neves űrlakó szociológus történészt, Roj Nemennuh Sartont meggyilkolják az Űrvárosban. New York City rendőrfőnöke, Julius Enderby találja meg a sugárpisztollyal lelőtt férfi holttestét.

### Cselekmény
Az űrlakók ultimátumának hatására a bűntény kivizsgálását Julius Enderby rendőrfőnök régi barátjára és beosztottjára, Elijah Baleyre bízza, és elfogadja, hogy az űrlakók egy robotot – R. Daneel Olivawt – rendeljék mellé. Ő az első humanoid robot; a meggyilkolt és barátja, Han Fastolfe kifejezetten arra tervezte, hogy be tudjon menni a citykbe, amire az űrlakók képtelennek érzik és tartják magukat. R. Daneel Oliwav megjelenését Dr. Sarton magáról mintázta.
Az űrlakók „cerebronanalízissel” (az agyhullámok vizsgálatával) kiderítik, hogy a rendőrfőnök szándékosan nem ölhette meg Sarton professzort, ezért a gyilkossággal a földi robot- és űrlakóellenes, úgynevezett konzervatív mozgalmakat kezdik gyanúsítani.
Daneel rendkívül jól beilleszkedik a földi rendőr szerepébe; már az első találkozásuknál elfojt egy robotellenes zendülést. A két rendőr egyre közelebb kerül egymáshoz; Baley apránként elfogadja a robotot, majd össze is barátkozik vele, aminek hatására elfogadja Han Fastolfe tervét, hogy a földi emberiség egy újabb gyarmatosító hullámmal törjön ki a túlnépesedés csapdájából.
A gyilkossággal Elijah eleinte már-már rögeszmésen az űrlakókat gyanúsítja – még azzal is megvádolja a néhai doktor Sartont, hogy ő Daneel: él, és a robotot lőtte le maga helyett. Miután kénytelen elismerni, hogy R. Daneel valóban robot, meggyanúsítja, hogy nem érvényes rá a robotika három törvénye. Ahogy egyre inkább megbékél kényszerű társával, a megoldáshoz is mind közelebb kerül. A mű végén rájön, hogy a gyilkos mégis a rendőrfőnök, aki egy konzervatív szervezet tagja, és valójában R. Daneelt akarta megölni, hogy meggátolja a két kultúra kapcsolatát.
|  | Itt a vége a cselekmény részletezésének! |

## Megjelenések

### Angolul
1. The Caves of Steel, Galaxy Science Fiction, Galaxy Publishing Corporation, 1953 okt, nov, dec.[3]
2. The Caves of Steel, Doubleday, 1954[3]
3. The Caves of Steel, Panther Edition, London, 1964

### Magyarul
1. Gyilkosság az űrvárosban. Fantasztikus regény; ford. Vámosi Pál; Kossuth, Bp., 1967 (Tk)
2. Acélbarlangok; ford. Vámosi Pál; Móra, Bp., 1993 (Alapítvány és Birodalom sorozat)
3. Asimov teljes Alapítvány-Birodalom-Robot Univerzuma, 1. kötet, Szukits Könyvkiadó, Szeged, 2001, ford. Vámosi Pál[4]
4. Acélbarlangok, Szukits Könyvek, Szeged, 2012, ford. Vámosi Pál[5]